# Холокост в Каменецком районе
Холокост в Камене́цком районе — систематическое преследование и уничтожение евреев на территории Каменецкого района Брестской области оккупационными властями нацистской Германии и коллаборационистами в 1941—1944 годах во время Второй мировой войны, в рамках политики «Окончательного решения еврейского вопроса» — составная часть Холокоста в Белоруссии и Катастрофы европейского еврейства.

## Геноцид евреев в районе
Каменецкий район был полностью оккупирован немецкими войсками 24 июня 1941 года, и оккупация длилась более трёх лет — до 24 (28) июля 1944 года. Нацисты включили район в состав территории, административно отнесённой в состав округа «Белосток» генерального округа Белорутения рейхскомиссариата «Остланд» в составе провинции Восточная Пруссия. Вся полнота власти в районе принадлежала нацистской военной оккупационной администрации, действующей через созданные вермахтом полевые и местные комендатуры. Во всех крупных деревнях района были созданы районные (волостные) управы и полицейские гарнизоны из белорусских коллаборационистов.
Для осуществления политики геноцида и проведения карательных операций сразу вслед за войсками в район прибыли карательные подразделения войск СС, айнзатцгруппы, зондеркоманды, тайная полевая полиция (ГФП), полиция безопасности и СД, жандармерия и гестапо.
Одновременно с оккупацией нацисты и их приспешники начали поголовное уничтожение евреев. «Акции» (таким эвфемизмом гитлеровцы называли организованные ими массовые убийства) повторялись множество раз во многих местах. В тех населенных пунктах, где евреев убили не сразу, их содержали в условиях гетто вплоть до полного уничтожения, используя на тяжелых и грязных принудительных работах, от чего многие узники умерли от непосильных нагрузок в условиях постоянного голода и отсутствия медицинской помощи.
Оккупационные власти под страхом смерти запретили евреям снимать желтые латы или шестиконечные звезды (опознавательные знаки на верхней одежде), выходить из гетто без специального разрешения, менять место проживания и квартиру внутри гетто, ходить по тротуарам, пользоваться общественным транспортом, находиться на территории парков и общественных мест, посещать школы.
За время оккупации практически все евреи Каменецкого района были убиты, а немногие спасшиеся в большинстве воевали впоследствии в партизанских отрядах. Точное число убитых евреев района неизвестно. Историк Мусевич Г. С. считает, что в Каменецком районе были убиты 6921 еврей — 16 % населения.
Евреев в районе убивали в Больших Муринах (140 человек), в Большой Турне, в Каменюках, Свинево, Лешне, Замостье (с 1962 года в составе города Каменец) и других.
Из сельскохозяйственной колонии Абрамово, где до войны жили 172 еврея, их вывезли и убили в Белостокском гетто, а из колонии Сарево евреев вывезли и убили в Каменецком гетто
В 1942 году в трех километрах от Чернавчиц в деревню Малая Турна свезли около 200 евреев-мужчин из ближайших деревень и расстреляли.
Весной 1942 года в урочище «Ровец» возле Больших Муринов расстреляли евреев из Большой Турны, Видомли и Каменца.
Часть евреев из Видомли и Баранок вывезли в гетто Пружан и Волчина и там расстреляли в 1942 году.
Последний известный расстрел евреев в районе произошел к 1944 году, когда были убиты 2 еврейские семьи (всего 9 человек), отставшие от партизанского соединения, в котором находились. Это случилось в лесу где-то между Чвирками и Белево.

## Гетто
Реализуя нацистскую программу уничтожения евреев, немцы создавали гетто почти во всех городах и населённых пунктах Беларуси, где проживало еврейское население. Так и в Каменецком районе оккупанты создали 4 гетто:
- В гетто в Волчине (лето 1941 — сентябрь 1942) были убиты около 700 евреев.
- В гетто в Высоком (лето 1941 — январь 1942) были замучены и убиты более 2800 евреев.
- В двух гетто в Каменце (лето 1941 — ноябрь 1942) погибло более 5000 евреев.

## Организаторы и исполнители убийств
В актах ЧГК установлены и сохранены имена организаторов массовых убийств евреев и другого мирного населения в Каменецком районе. Это комендант Каменецкой жандармерии Генрих, хозяйственный комиссар Пуль и сменивший его Грицка, амткомиссары Нойма и сменившие его Никутовский и Кестер, инспектор амткомиссариата Райский, солтыс Каменецкой гмины Грушевский Иван Демьянович, амткомиссар Ратайчицкой гмины Беккер, комендант жандармского участка Дмитровичской гмины Тейплин, амткомиссар Дмитровичской гмины Китаевский, солтыс деревни Лески Гук Фома Калистратович.

## Память
Опубликованы неполные списки жертв геноцида евреев в Каменецком районе.
Памятники убитым евреям района установлены в Волчине, Высоком и Каменце.
Множество мест массовых убийств евреев на территории района до сих пор не обозначены и не увековечены.